# 편지할게요
〈편지할게요〉는 박정현의 2집 정규 음반 《A Second Helping》의 타이틀곡이다. 연인에 대한 그리움을 편지로 띄워 전하겠다는 내용을 가사로 담고 있는 노래이다.